# Ramo das gigantes vermelhas

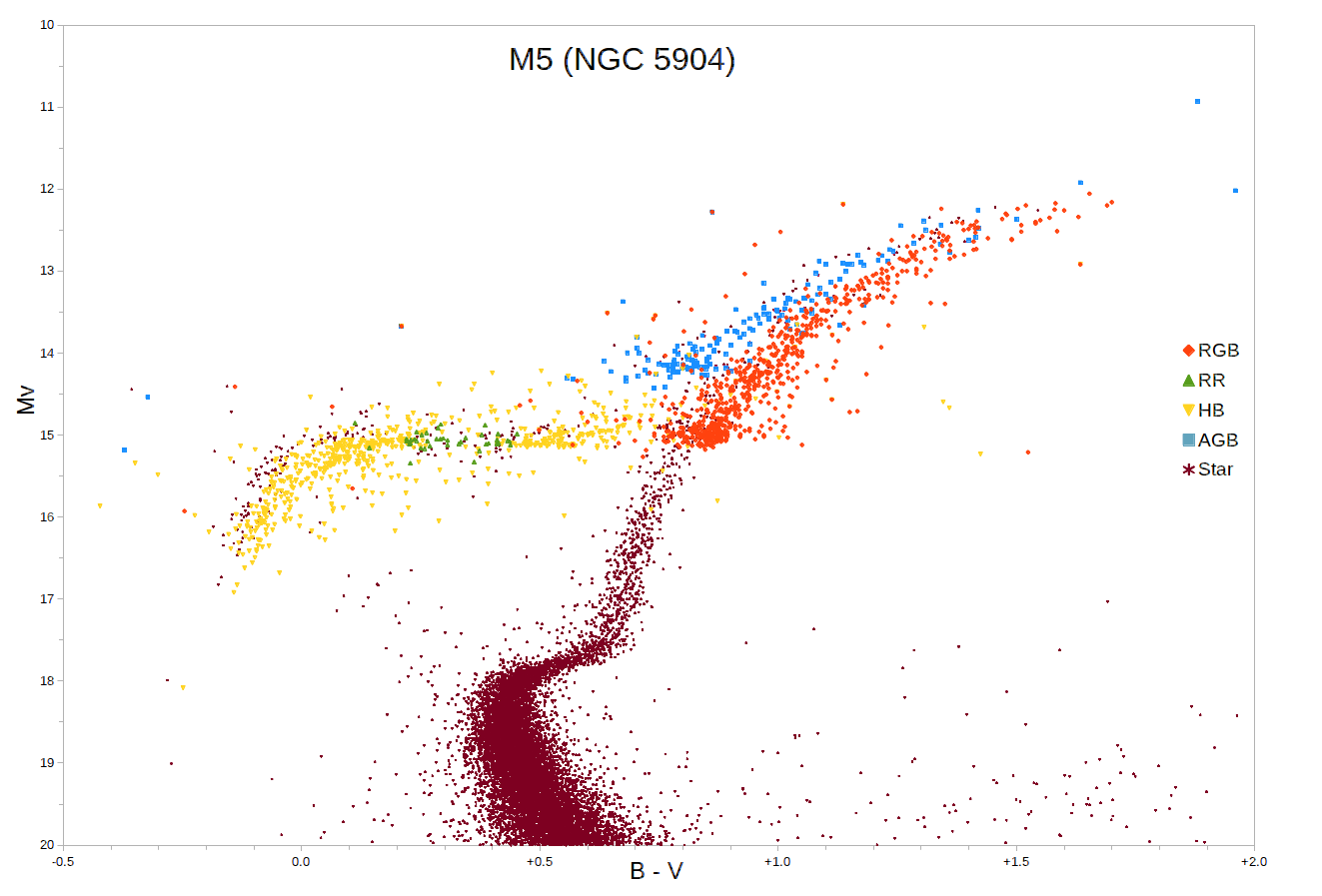
Diagrama de Hertzsprung-Russell do aglomerado globular M5, com o ramo das gigantes vermelhas em laranja

O ramo das gigantes vermelhas (red giant branch, ou RGB), também chamado de primeiro ramo das gigantes, é uma região no diagrama de Hertzsprung-Russell populada por estrelas gigantes que ainda não começaram a fundir hélio em seus núcleos. É o estágio da evolução estelar de estrelas de massa baixa e intermediária que segue a sequência principal. Estrelas no ramo das gigantes vermelhas têm um núcleo inerte de hélio cercado por uma camada de hidrogênio em fusão pelo ciclo CNO. Elas são estrelas de classe espectral K ou M muito maiores e mais luminosas que estrelas da sequência principal de mesma temperatura.

## Descoberta

As estrelas mais brilhantes em aglomerados globulares como NGC 288 são gigantes vermelhas

Gigantes vermelhas foram identificadas no começo do século XX quando o uso do diagrama de Hertzsprung-Russell mostrou que havia dois tipos distintos de estrelas frias, com luminosidades muito diferentes: anãs vermelhas, agora identificadas como estrelas da sequência principal; e gigantes.
O nome ramo das gigantes vermelhas começou a ser usado nas décadas de 1940 e 1950, mas inicialmente apenas como um termo geral para se referir à região das gigantes vermelhas no diagrama de Hertzsprung-Russell. Embora a base da evolução estelar, um estágio termonuclear na sequência principal seguido por uma fase de contração termodinâmica até uma anã branca, era entendida por volta de 1940, os detalhes internos dos vários tipos de estrelas gigantes não eram conhecidos.
Em 1968, o nome ramo assintótico das gigantes (AGB) era usado para uma região de estrelas mais luminosas e mais instáveis que a maioria das gigantes vermelhas, frequentemente estrelas variáveis de grande amplitude como as Miras. Observações de duas regiões distintas no ramo das gigantes tinha sido feito anos antes, mas era incerta a relação entre as diferentes sequências. Na década de 1970, já era bem entendido que a região das gigantes vermelhas é composta por subgigantes, o próprio RGB, o ramo horizontal e o AGB, e o estado evolucionário dessas estrelas era relativamente bem compreendido. Em 1967 o ramo das gigantes vermelhas foi descrito como o primeiro ramo das gigantes, para diferenciá-lo do segundo ramo (o ramo assintótico), e essa terminologia ainda é encontrada em algumas publicações mais recentes.
A física estelar moderna consegue modelar os processos internos que produzem as diferentes fases da evolução pós-sequência principal em estrelas de massa intermediária, com precisão e complexidade cada vez maiores. Os resultados da pesquisa do RGB têm sido usados como base para pesquisas em outras áreas.

## Evolução estelar

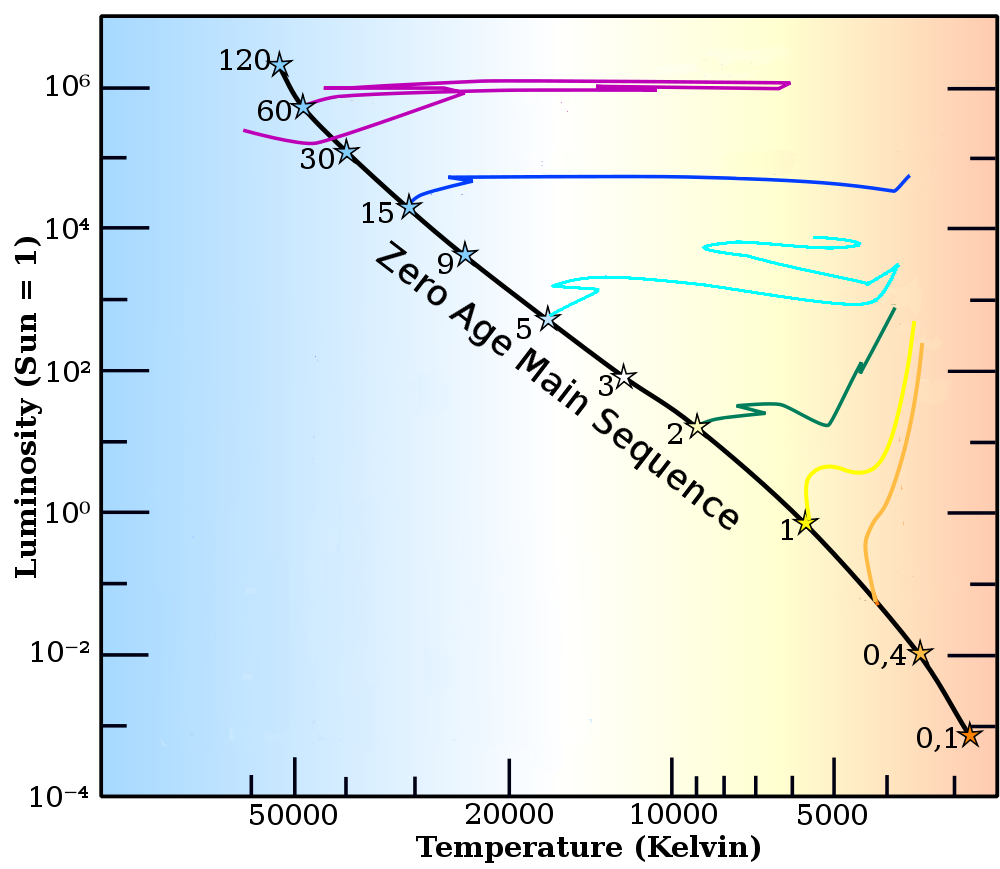
Caminhos evolucionários para estrelas de diferentes massas:
• O caminho de 0,6 M_{☉} mostra o RGB e acaba no flash de hélio.
• O caminho de 1 M_{☉} mostra um ramo de subgigante curto mas de longa duração, e o RGB até o flash de hélio.
• O caminho de 2 M_{☉} mostra o ramo de subgigante e o RGB, com uma volta para o azul quase indetectável até o AGB.
• O caminho de 5 M_{☉} mostra um ramo de subgigante longo mas de duração muito curta, um RGB curto, e uma grande volta para o azul.

Quando uma estrela com massa entre aproximadamente 0,4 e 12 M☉ (8 M☉ para estrelas de baixa metalicidade) esgota todo o hidrogênio em seu núcleo e acaba a fase de sequência principal, ela entra em uma fase de queima de hidrogênio em uma camada ao redor do núcleo, se tornando uma gigante vermelha, maior e mais fria do que na sequência principal. Durante a queima da camada de hidrogênio, o interior da estrela passa por vários estágios distintos que acabam refletindo na aparência externa. Esse processo de evolução estelar varia dependendo principalmente na massa da estrela, mas também em sua metalicidade.

### Fase de subgigante
Depois que uma estrela da sequência principal consumiu todo o hidrogênio em seu núcleo, ela começa a fundir hidrogênio em uma camada ao redor de um núcleo inerte consistindo principalmente de hélio. O núcleo de hélio ainda está abaixo do limite de Schönberg–Chandrasekhar e está em equilíbrio térmico, e a estrela é uma subgigante. Toda energia adicional produzida na camada de hidrogênio é usada para inflar o envelope e a estrela esfria, mas não aumenta de luminosidade.
Em estrelas com massa similar à do Sol, a fusão da camada de hidrogênio continua produzindo hélio e eventualmente o núcleo de hélio fica massivo o suficiente para se tornar degenerado. O núcleo então encolhe, esquenta e desenvolve um forte gradiente de temperatura. A camada de hidrogênio, fundindo pelo ciclo CNO, altamente sensível à temperatura, aumenta muito sua taxa de produção de energia e a estrela entra no ramo das gigantes vermelhas. Para uma estrela de massa solar, isso leva cerca de 2 bilhões de anos desde o momento de esgotamento do hidrogênio no núcleo.
Subgigantes com mais de 2 M☉ atingem o limite de Schönberg–Chandrasekhar rapidamente antes do núcleo se tornar degenerado. O núcleo ainda suporta seu peso termodinamicamente com a ajuda da energia da camada de hidrogênio, mas não está mais em equilíbrio termal. Ele encolhe e aumenta de temperatura, fazendo a camada de hidrogênio ficar mais fina e o envelope estelar inflar. Essa combinação diminui a luminosidade conforme a estrela esfria até o começo do RGB. Antes do núcleo se tornar degenerado, o envelope externo de hidrogênio fic opaco, o que faz a estrela parar de esfriar e aumentar a taxa de fusão na camada de hidrogênio, assim entrando no RGB. Nessas estrelas, a fase de subgigante ocorre em alguns milhões de anos apenas, gerando uma aparente lacuna no diagrama de Hertzsprung–Russell entre a sequência principal de tipo B e o RGB, vista em aglomerados abertos jovens como Messier 44. Ela é chamada de lacuna de Hertzsprung e está esparsamente populada por subgigantes evoluindo rapidamente para gigantes vermelhas, em contraste com os ramos de subgigante densamente populados de aglomerados mais antigos como ω Centauri, composto por estrelas de massa menor.

### Ascensão pelo ramo das gigantes vermelhas

Evolução de uma estrela com 1 M_{☉}, que tem um núcleo degenerado no RGB e evolui até a ponta do RGB, ponto em que começa a fusão de hélio com um flash

Evolução de uma estrela com 5 M_{☉}, que não possui um núcleo degenerado e não alcança a ponta do RGB, começando a fusão de hélio sem um flash

Estrelas no começo do RGB têm todas uma temperatura superficial similar de aproximadamente 5 000 K, correspondendo a um tipo espectral K inicial. Suas luminosidades variam entre algumas vezes a luminosidade do Sol para as gigantes vermelhas de menor massa para até milhares de vezes para estrelas de cerca de 8 M☉.
Conforme as camadas de hidrogênio continuam a produzir mais hélio, os núcleos das estrelas RGB aumentam de massa e temperatura. Isso resulta em um aumento da velocidade de fusão da camada de hidrogênio. As estrelas evoluindo pelo RGB ficam mais luminosas, maiores, e um pouco mais frias. É dito que elas estão ascendendo o RGB.
Durante a ascensão pelo RGB, existem alguns eventos internos que produzem mudanças externas na estrela. O envelope convectivo externo fica mais profundo conforme a estrela cresce e a produção de energia na camada de hidrogênio aumenta. Eventualmente ele atinge uma profundidade suficiente para trazer produtos de fusão para a superfície, o que é conhecido como a primeira dragagem. Isso muda a abundância superficial de hélio, carbono, nitrogênio e oxigênio. Um notável agrupamento de estrelas em um ponto do RGB pode ser visto e é conhecido como o RGB bump. Ele é causado por uma descontinuidade na abundância de hidrogênio causada pela convecção. A produção de energia pela camada de hidrogênio temporariamente diminui nessa descontinuidade, efetivamente pausando a subida pelo RGB e causando um excesso de estrelas nesse ponto.

### Ponta do ramo das gigantes vermelhas
Para estrelas com um núcleo de hélio degenerado, existe um limite para o crescimento de tamanho e luminosidade, conhecido como a ponta do ramo das gigantes vermelhas, na qual o núcleo alcança uma temperatura suficiente para começar a fusão de hélio. Todas as estrelas que atingem esse ponto têm uma massa de hélio no núcleo idêntica de quase 0,5 M☉, e luminosidades e temperaturas muito similares. Essas luminosas estrelas têm sido usadas como velas padrão, indicadores de distâncias cósmicas. Visualmente, a ponta do ramo das gigantes vermelhas ocorre a uma magnitude absoluta de cerca de −3 e temperatura de 3 000 K à metalicidade solar, mais perto de 4 000 K a metalicidades muito baixas. Modelos preveem uma luminosidade de 2000–2500 L☉ na ponta do RGB, dependendo da metalicidade. Em estudos modernos, magnitudes infravermelhas são mais frequentemente utilizadas.

### Saída do ramo das gigantes vermelhas
Um núcleo degenerado começa a fusão de hélio de forma explosiva em um evento conhecido como flash de hélio, mas externamente ele não provoca mudanças imediatas na estrela. A energia é consumida para quebrar o estado degenerado do núcleo. A estrela fica menos luminosa e mais quente, migrando para o ramo horizontal. Todos os núcleos degenerados de hélio têm aproximadamente a mesma massa, independentemente da massa estelar total, então a luminosidade da fusão de hélio no ramo horizontal é a mesma. A fusão da camada de hidrogênio pode causar uma pequena variação na luminosidade estelar total, mas para a maioria das estrelas à metalicidade solar, a temperatura e luminosidade são muito similares. Essas estrelas se situam no lado mais frio do ramo horizontal, formando o red clump a cerca de 5 000 K e 50 L☉. Envelopes de hidrogênio menos massivos fazem a estrela assumir uma posição mais quente e menos luminosa no ramo horizontal, e esse efeito é mais notável em baixas metalicidades, então os aglomerados velhos e pobres em metais possuem os ramos horizontais mais destacados.
Estrelas com massa inicial de mais de 2 M☉ possuem núcleos de hélio não degenerados no ramo das gigantes vermelhas. Essas estrelas ficam quentes o bastante para começarem a fusão de hélio antes de alcançarem a ponta do ramo das gigantes vermelhas e antes do núcleo se tornar degenerado. Elas estão saem do RGB e realizam uma volta para o azul (blue loop) até evoluírem para o ramo assintótico das gigantes. Estrelas apenas um pouco mais massivas que 2 M☉ realizam uma volta para o azul quase indetectável com algumas centenas de vezes a luminosidade solar, antes de continuarem no AGB quase na mesma posição que estavam no RGB. Estrelas mais massivas fazem uma grande volta para o azul que alcança uma temperatura de mais de 10 000 K e uma luminosidade milhares de vezes maior que a solar. Essas estrelas cruzam a faixa de instabilidade mais que uma vez e pulsam como variáveis Cefeidas clássicas.

## Propriedades
A tabela abaixo mostra o tempo típico na sequência principal (MS), ramo das subgigantes (SB), e ramo das gigantes vermelhas (RGB), para estrelas com diferentes massas iniciais, todas com metalicidade solar (Z = 0,02). Também são mostrados a massa do núcleo de hélio, temperatura superficial efetiva, raio e luminosidade no começo e no fim do RGB para cada massa estelar. O fim do ramo das gigantes vermelhas é definido como o momento em que a fusão de hélio no núcleo começa.
| Massa (M☉) | MS (109 anos) | SB (106 anos) | RGB (106 anos) | RGBcomeço            | RGBcomeço | RGBcomeço | RGBcomeço         | RGBfim               | RGBfim   | RGBfim    | RGBfim            |  |
| Massa (M☉) | MS (109 anos) | SB (106 anos) | RGB (106 anos) | Massa do núcleo (M☉) | Teff (K)  | Raio (R☉) | Luminosidade (L☉) | Massa do núcleo (M☉) | Teff (K) | Raio (R☉) | Luminosidade (L☉) |  |
| ---------- | ------------- | ------------- | -------------- | -------------------- | --------- | --------- | ----------------- | -------------------- | -------- | --------- | ----------------- |  |
| 0,6        | 58,8          | 5100          | 2500           | 0,10                 | 4634      | 1,2       | 0,6               | 0,48                 | 2925     | 207       | 2809              |  |
| 1,0        | 9,3           | 2600          | 760            | 0,13                 | 5034      | 2,0       | 2,2               | 0,48                 | 3140     | 179       | 2802              |  |
| 2,0        | 1,2           | 10            | 25             | 0,25                 | 5220      | 5,4       | 19,6              | 0,34                 | 4417     | 23,5      | 188               |  |
| 5,0        | 0,1           | 0,4           | 0,3            | 0,83                 | 4737      | 43,8      | 866,0             | 0,84                 | 4034     | 115       | 3118              |  |

Estrelas de massa intermediária perdem apenas uma pequena fração de suas massa durante a sequência principal e fase de subgigante, mas perdem massa significativa como gigantes vermelhas.
A massa perdida por uma estrela como o Sol afeta sua temperatura e luminosidade ao atingir o ramo horizontal, então as propriedades de estrelas do red clump podem ser usadas para determinar a diferença de massa antes e após o flash de hélio. A massa perdida por gigantes vermelhas também determina a massa e propriedades das anãs brancas que formam delas. Estima-se que a massa total perdida por uma estrela até a ponta do ramo das gigantes vermelhas seja de cerca de 0,2–0,25 M☉, a maior parte perdida nos últimos milhões de anos antes do flash de hélio.
A massa perdida por estrelas mais massivas, que saem do ramo das gigantes vermelhas antes do flash de hélio, é mais difícil de ser determinada. A massa atual de algumas variáveis Cefeidas como δ Cephei pode ser medida precisamente por órbitas binárias ou pulsações estelares. Comparadas com modelos evolucionários, essas estrelas parecem ter perdido cerca de 20% de suas massas, a maior parte durante a volta para o azul e especialmente durante as pulsações na faixa de instabilidade.

## Variabilidade
Algumas gigantes vermelhas são variáveis de grande amplitude. Muitas das primeiras estrelas variáveis conhecidas são variáveis Mira com períodos regulares amplitudes de várias magnitudes, variáveis semirregulares com períodos menos óbvios ou múltiplos períodos e amplitudes menores, e variáveis irregulares lentas que não possuem período reconhecível. Essas têm sido por muito tempo consideradas estrelas do ramo gigante assintótico ou supergigantes, enquanto as estrelas do ramo das gigantes vermelhas não eram normalmente consideradas variáveis. Algumas aparentes exceções eram consideradas estrelas de baixa luminosidade do AGB.
Estudos no fim do século XX começaram a mostrar que todas as gigantes de classe M são variáveis com amplitudes de 10 milimagnitudes ou mais, e que gigantes de classe K tardia também eram provavelmente variáveis com amplitudes menores. Essas estrelas variáveis estavam entre as mais luminosas gigantes vermelhas, próximas à ponta do RGB, mas não era claro se elas eram mesmo todas estrelas do RGB. Essas estrelas mostraram uma relação período-amplitude, com variáveis de alta amplitude pulsando mais lentamente.
Pesquisas de microlente gravitacional no século XXI forneceram fotometria extremamente precisa de milhares de estrelas por muitos anos. Isso permitiu a descoberta de muitas novas estrelas variáveis, muitas com amplitude muito baixa. Várias relações período-luminosidade têm sido descobertas, agrupadas em regiões com relações paralelas próximas uma da outra. Algumas delas correspondem às variáveis Mira e semirregulares já conhecidas, mas uma classe nova de estrelas variáveis foi identificada: gigantes vermelhas de baixa amplitude do OGLE, ou OSARGs. OSARGs têm amplitudes de alguns milésimos de magnitude e períodos semirregulares de 10–100 dias. A pesquisa OGLE publicou até três períodos para cada OSARG, indicando uma combinação complexa de pulsações. Milhares de OSARGs foram detectadas nas Nuvens de Magalhães, tanto estrelas AGB como RGB. Um catálogo foi publicado com 192 643 OSARGs na direção do bojo da Via Láctea. Cerca de um quarto das OSARGs das Nuvens de Magalhães mostram longos períodos secundários, enquanto as OSARGs galácticas raramente mostram períodos secundários.
As OSARGs do RGB seguem três similares relações período-luminosidade, correspondendo aos primeiros, segundos e terceiros sobretons de pulsações radiais de estrelas de certas massas e luminosidades. Pulsações não radiais em dipolo e quadrupolo também estão presentes, dando origem à natureza semirregular das variações. Pulsações no modo fundamental não aparecem, e a causa por trás das excitações não é conhecida. Convecção estocástica foi sugerida como uma causa, de modo similar às oscilações do tipo solar.
Dois tipos adicionais de variação foram descobertos em estrelas do RGB: períodos secundários longos, que são associados a outros tipos de variação e mostram amplitudes maiores com períodos de centenas ou milhares de dias; e variações elipsoidais. A causa dos períodos secundários longos é desconhecida, mas já foi proposto que eles são gerados por interações com uma estrela companheira de baixa massa em uma órbita próxima. Acredita-se que as variações elipsoidais também são criadas em sistemas binários, nesse caso binárias de contato que causam variações estritamente periódicas ao longo de suas órbitas.